# Gjergjan alközség
Gjergjan alközség harmadik szintű közigazgatási egység Albánia középső részén, a Shkumbin bal partján elterülő Bujarasi-dombságban, Elbasantól légvonalban 11, közúton 13 kilométerre délnyugati irányban. Elbasan megyén belül Elbasan község része. Központja Gjergjan, további települései Bujaras, Gjonma, Kështjella, Kodër-Bujaras, Muriqan és Thana. A 2011-es népszámlálás alapján Gjergjan alközség népessége 5126 fő.
A Shkumbin bal partján elterülő alközség északnyugati része az Elbasani-síkhoz tartozik, Muriqannál a tengerszint feletti magasság 71 méter. A Thana–Gjergjan–Gjonme-vonalban futó Naum Panxhi-csatornától délre a Zall i Gostimës (’Gostimai-kavicsos’) völgyéig a Bujarasi-dombság (Kodrat e Bujarasit) húzódik, amelynek legmagasabb pontja 310 méter. Az alközség területét átszeli az Elbasant Cërrikkel összekötő SH70-es főút.
Muriqannál ókori híd maradványai találhatóak, feltehetően a rómaiak által épített Via Egnatia része volt.